# Peromyscus yucatanicus
Peromyscus yucatanicus is een zoogdier uit de familie van de Cricetidae. De wetenschappelijke naam van de soort werd voor het eerst geldig gepubliceerd door J.A. Allen & Chapman in 1897.